# Hungarian Grand Prix 2013 - Doppio
Il doppio del Hungarian Grand Prix 2013 è stato un torneo di tennis facente parte del WTA Tour 2013.
Le detentrici del titolo erano Janette Husárová e Magdaléna Rybáriková ma hanno deciso di non partecipare.
Andrea Hlaváčková e Lucie Hradecká hanno sconfitto in finale Nina Bratčikova e Anna Tatišvili per 6-4, 6-1.

## Teste di serie
1. Andrea Hlaváčková /  Lucie Hradecká (campionesse)

1. Tímea Babos /  Alicja Rosolska (quarti di finale)

## Wildcard
1. Ágnes Bukta /  Réka-Luca Jani (quarti di finale)

1. Lilla Barzó /  Dalma Gálfi (quarti di finale)

## Tabellone

### Legenda
| - Q = Qualificato - WC = Wild card - LL = Lucky loser | - ALT = Alternate - SE = Special Exempt - PR = Protected Ranking | - w/o = Walkover - r = Ritirato - d = Squalificato |

|  | Quarti di finale                | Quarti di finale                   | Quarti di finale                   | Quarti di finale | Quarti di finale |  |  | Semifinali                         | Semifinali                         | Semifinali                         | Semifinali                     | Semifinali                     |   |   | Finale                           | Finale                           | Finale                           | Finale | Finale |  |
|  |                                 |                                    |                                    |                  |                  |  |  |                                    |                                    |                                    |                                |                                |   |   |                                  |                                  |                                  |        |        |  |
|  | 1                               | Andrea Hlaváčková Lucie Hradecká   | Andrea Hlaváčková Lucie Hradecká   | 6                | 6                |  |  |                                    |                                    |                                    |                                |                                |   |   |                                  |                                  |                                  |        |        |  |
|  | WC                              | Lilla Barzó Dalma Gálfi            | Lilla Barzó Dalma Gálfi            | 3                | 1                |  |  | Andrea Hlaváčková Lucie Hradecká   | Andrea Hlaváčková Lucie Hradecká   | Andrea Hlaváčková Lucie Hradecká   | 7                              | 6                              |   |   |                                  |                                  |                                  |        |        |  |
|  | Natalie Grandin Petra Martić    | Natalie Grandin Petra Martić       | Natalie Grandin Petra Martić       | 6                | 6                |  |  | Natalie Grandin Petra Martić       | Natalie Grandin Petra Martić       | Natalie Grandin Petra Martić       | 64                             | 2                              |   |   |                                  |                                  |                                  |        |        |  |
|  | Raluca Olaru Valerija Solov'ëva | Raluca Olaru Valerija Solov'ëva    | Raluca Olaru Valerija Solov'ëva    | 4                | 2                |  |  |                                    |                                    |                                    |                                |                                |   |   | Andrea Hlaváčková Lucie Hradecká | Andrea Hlaváčková Lucie Hradecká | Andrea Hlaváčková Lucie Hradecká | 6      | 6      |  |
|  |                                 | Nina Bratčikova Anna Tatišvili     | Nina Bratčikova Anna Tatišvili     | 7                | 6                |  |  |                                    |                                    | Nina Bratčikova Anna Tatišvili     | Nina Bratčikova Anna Tatišvili | Nina Bratčikova Anna Tatišvili | 4 | 1 |                                  |                                  |                                  |        |        |  |
|  | WC                              | Ágnes Bukta Réka-Luca Jani         | Ágnes Bukta Réka-Luca Jani         | 5                | 3                |  |  | Nina Bratčikova Anna Tatišvili     | Nina Bratčikova Anna Tatišvili     | Nina Bratčikova Anna Tatišvili     | 6                              | 6                              |   |   |                                  |                                  |                                  |        |        |  |
|  |                                 | Sandra Klemenschits Andreja Klepač | Sandra Klemenschits Andreja Klepač | 7                | 6                |  |  | Sandra Klemenschits Andreja Klepač | Sandra Klemenschits Andreja Klepač | Sandra Klemenschits Andreja Klepač | 1                              | 2                              |   |   |                                  |                                  |                                  |        |        |  |
|  | 2                               | Tímea Babos Alicja Rosolska        | Tímea Babos Alicja Rosolska        | 5                | 1                |  |  |                                    |                                    |                                    |                                |                                |   |   |                                  |                                  |                                  |        |        |  |